# Big Show (programa de televisão)
Big Show (anteriormente, Big Brother Brasil – A Eliminação e A Eliminação) é um programa de televisão brasileiro apresentado semanalmente pelo canal por assinatura Multishow desde 20 de janeiro de 2025, durante os meses de exibição do Big Brother Brasil , substituindo o extinto “Big Brother Brasil - A Eliminação” que era exibido simultaneamente a cada temporada do reality show desde o Big Brother Brasil 3. A atração reage ao Sincerão ao vivo, compila os melhores momentos da semana no jogo, contando com a presença de convidados especiais e o eliminado da semana em um cenário idêntico a sala da casa do Big Brother Brasil, além de quadros, humor e games. 

## Produção

### 2003–2008
O programa A Eliminação estreou na grade do Multishow em 21 de janeiro de 2003, com apresentação de Fábio Júdice. A atração compila os melhores momentos da semana no Big Brother Brasil e conta com uma entrevista exclusiva com o eliminado do jogo.
Os participantes do reality show também eram entrevistados por Júdice antes mesmo de entrarem na casa.

### 2009–2011
Diego Gasques, vencedor do Big Brother Brasil 7, estreou como apresentador do A Eliminação em 2009. Além de conversar com os ex-confinados do reality show, ele também ia às ruas do Rio de Janeiro para saber a opinião do público.
Em 2010 e 2011, Diego entrevistou os participantes do BBB ainda no hotel para o primeiro episódio de A Eliminação.
Em 2011, o programa ganhou uma mesa-redonda comandada por Bruno De Luca, exibida sempre aos domingos. Os ex-BBBs André Gabeh do Big Brother Brasil 1, Fani Pacheco do Big Brother Brasil 7 e o vencedor do Big Brother Brasil 9 Maximiliano Porto participaram desta primeira edição do A Eliminação: Debate, que tinha como pauta os momentos mais marcantes da semana, além de analisar estratégias do jogo, relacionamentos e tramas. Através de uma enquete no site do Multishow, o público votava no assunto que deveria ser abordado no programa seguinte.

### 2012–2013
Dani Monteiro assumiu o programa A Eliminação em 2012 e seguiu no comando no ano seguinte. A atração continuou ocupando dois dias na grade do Multishow: às quartas, com o resumo da semana e a entrevista com o eliminado, e aos domingos, com o debate comandado por Bruno De Luca. A mesa-redonda, que desde 2011 era gravada no estúdio da Globosat, passou a ser gravada na casa do apresentador em 2013 e não tinha convidados fixos.

### 2014
A atração passou a ser comandada integralmente por Bruno De Luca. Além de entrevistar os eliminados da semana na edição de quarta-feira do A Eliminação, o apresentador recebia ex-BBBs no debate de domingo para discutir os principais acontecimentos do reality show. A mesa-redonda tinha André Gabeh, terceiro colocado do Big Brother Brasil 1, e Fernanda Keulla, campeã do Big Brother Brasil 13, como participantes fixos.

### 2015–2017
Dani Monteiro voltou a apresentar o A Eliminação em 2015. Neste ano, o programa também voltou a ser exibido uma vez por semana, com resumo dos melhores momentos e entrevista com o eliminado. Grávida de seu segundo filho, a apresentadora precisou se afastar na reta final da gestação, em abril, sendo substituída por Laura Vicente.
Nos dois anos seguintes, Dani retomou o comando do programa.

### 2018–2021

Logotipo do programa em 2020

Em 2018, Titi Müller passou a comandar o programa, retomando a apresentação no ano seguinte.
Em 2020, Titi Müller passou a dividir a apresentação do programa com Bruno De Luca e a vice-campeã do Big Brother Brasil 17 Vivian Amorim.
Em 2021, o programa passa a ser apresentado somente por Bruno De Luca e Vivian Amorim.

### 2022–2024
Em 2022, Bruno De Luca retoma a apresentação do programa ao lado da terceira colocada do Big Brother Brasil 18 Ana Clara, que entrou no lugar de Vivian Amorim em virtude de sua gravidez. Bruno e Ana Clara permaneceram no ano seguinte. Em 2024, o programa passa a ser apresentado somente por Ana Clara.

### 2025
Em 20 de dezembro de 2024, foi anunciado que o programa seria reformulado para receber o Big Brother Brasil 25, ganhando mais tempo no Multishow, além de receber um novo nome, passando a se chamar Big Show. Ana Clara foi mantida como apresentadora, dessa vez dividindo a apresentação com Ed Gama.

## A Eliminação na web

### 2012
Marcus Majella e André Gabeh ganharam um quadro exclusivo no site do Multishow chamado Mandou Bem, Mandou Mal. Com a ajuda dos convidados do debate, os apresentadores analisavam quem mandou bem e quem mandou mal naquela semana do BBB. Majella também encarnava os participantes do BBB12 em esquetes de humor gravadas com exclusividade para a web.

### 2016–2017
A repórter Louise Palma comandou o quadro 60 Segundos com o eliminado da semana. No jogo, os ex-BBBs tinham que responder o máximo de perguntas em apenas um minuto de entrevista.

## Apresentadores
| Apresentador(a) | Temporadas (Referente às do Big Brother Brasil) | Temporadas (Referente às do Big Brother Brasil) | Temporadas (Referente às do Big Brother Brasil) | Temporadas (Referente às do Big Brother Brasil) | Temporadas (Referente às do Big Brother Brasil) | Temporadas (Referente às do Big Brother Brasil) | Temporadas (Referente às do Big Brother Brasil) | Temporadas (Referente às do Big Brother Brasil) | Temporadas (Referente às do Big Brother Brasil) | Temporadas (Referente às do Big Brother Brasil) | Temporadas (Referente às do Big Brother Brasil) | Temporadas (Referente às do Big Brother Brasil) | Temporadas (Referente às do Big Brother Brasil) | Temporadas (Referente às do Big Brother Brasil) | Temporadas (Referente às do Big Brother Brasil) | Temporadas (Referente às do Big Brother Brasil) | Temporadas (Referente às do Big Brother Brasil) | Temporadas (Referente às do Big Brother Brasil) | Temporadas (Referente às do Big Brother Brasil) | Temporadas (Referente às do Big Brother Brasil) | Temporadas (Referente às do Big Brother Brasil) | Temporadas (Referente às do Big Brother Brasil) | Temporadas (Referente às do Big Brother Brasil) |
| Apresentador(a) | 3                                               | 4                                               | 5                                               | 6                                               | 7                                               | 8                                               | 9                                               | 10                                              | 11                                              | 12                                              | 13                                              | 14                                              | 15                                              | 16                                              | 17                                              | 18                                              | 19                                              | 20                                              | 21                                              | 22                                              | 23                                              | 24                                              | 25                                              |
| --------------- | ----------------------------------------------- | ----------------------------------------------- | ----------------------------------------------- | ----------------------------------------------- | ----------------------------------------------- | ----------------------------------------------- | ----------------------------------------------- | ----------------------------------------------- | ----------------------------------------------- | ----------------------------------------------- | ----------------------------------------------- | ----------------------------------------------- | ----------------------------------------------- | ----------------------------------------------- | ----------------------------------------------- | ----------------------------------------------- | ----------------------------------------------- | ----------------------------------------------- | ----------------------------------------------- | ----------------------------------------------- | ----------------------------------------------- | ----------------------------------------------- | ----------------------------------------------- |
| Fábio Júdice    |                                                 |                                                 |                                                 |                                                 |                                                 |                                                 |                                                 |                                                 |                                                 |                                                 |                                                 |                                                 |                                                 |                                                 |                                                 |                                                 |                                                 |                                                 |                                                 |                                                 |                                                 |                                                 |                                                 |
| Diego Gasques   |                                                 |                                                 |                                                 |                                                 |                                                 |                                                 |                                                 |                                                 |                                                 |                                                 |                                                 |                                                 |                                                 |                                                 |                                                 |                                                 |                                                 |                                                 |                                                 |                                                 |                                                 |                                                 |                                                 |
| Bruno De Luca   |                                                 |                                                 |                                                 |                                                 |                                                 |                                                 |                                                 |                                                 |                                                 |                                                 |                                                 |                                                 |                                                 |                                                 |                                                 |                                                 |                                                 |                                                 |                                                 |                                                 |                                                 |                                                 |                                                 |
| Dani Monteiro   |                                                 |                                                 |                                                 |                                                 |                                                 |                                                 |                                                 |                                                 |                                                 |                                                 |                                                 |                                                 |                                                 |                                                 |                                                 |                                                 |                                                 |                                                 |                                                 |                                                 |                                                 |                                                 |                                                 |
| Laura Vicente   |                                                 |                                                 |                                                 |                                                 |                                                 |                                                 |                                                 |                                                 |                                                 |                                                 |                                                 |                                                 |                                                 |                                                 |                                                 |                                                 |                                                 |                                                 |                                                 |                                                 |                                                 |                                                 |                                                 |
| Titi Müller     |                                                 |                                                 |                                                 |                                                 |                                                 |                                                 |                                                 |                                                 |                                                 |                                                 |                                                 |                                                 |                                                 |                                                 |                                                 |                                                 |                                                 |                                                 |                                                 |                                                 |                                                 |                                                 |                                                 |
| Vivian Amorim   |                                                 |                                                 |                                                 |                                                 |                                                 |                                                 |                                                 |                                                 |                                                 |                                                 |                                                 |                                                 |                                                 |                                                 |                                                 |                                                 |                                                 |                                                 |                                                 |                                                 |                                                 |                                                 |                                                 |
| Ana Clara       |                                                 |                                                 |                                                 |                                                 |                                                 |                                                 |                                                 |                                                 |                                                 |                                                 |                                                 |                                                 |                                                 |                                                 |                                                 |                                                 |                                                 |                                                 |                                                 |                                                 |                                                 |                                                 |                                                 |
| Ed Gama         |                                                 |                                                 |                                                 |                                                 |                                                 |                                                 |                                                 |                                                 |                                                 |                                                 |                                                 |                                                 |                                                 |                                                 |                                                 |                                                 |                                                 |                                                 |                                                 |                                                 |                                                 |                                                 |                                                 |